# بلميط منشاري
البَلْميط المِنْشَارِيّ أو سبال منشاري (بالإنجليزية: saw palmetto)‏، هو النوع الوحيد الذي يصنف حاليا تحت نوع السرنوة (سَرْنوَة (جـِنْسٌ مِنَ النَّخيل)، ويعرف بعدة أسماء من بينها السابال والتي ما يزال يستخدم تحت هذا الاسم في الطب البديل.
النبات عبارة نخل صغير الشجيرات يتراوح ارتفاعها بين 1 – 2 متراً (3 – 6 أقدام) جذوعه مشققة ينمو بشكل شجيرات متلاصقة كثيفة في التربة الرملية السميكة في المناطق الساحلية أو أنه ينمو تحت أشجار الغابات الصنوبرية أو الغابات ذات الخشب الصلب.
نادراً ما تشاهد جذوع منتصبة للنبات مع أنه ذكر عن بعض الحالات القليلة.

## الانتشار
ينتشر النبات طبيعياً في الساحل الجنوبي الشرقي للولايات المتحدة الأمريكية وغالبا على طول المسطحات الخلجانية الأطلنطية كما تمكن مشاهدته في الأراضي البعيدة كما في ولاية أركاناس، ويعتبر من النباتات المحببة بطيء النمو ويعمر طويلاً حيث قد يتجاوز عمره في بعض المناطق مثل فلوريدا 500 – 700 سنة.
تأخذ أوراق (سعفات) النبات شكلاً مروحيا وتتوضع على سويقاته أسنان شوكية (منشارية) حادة تعطي النبات اسمه، تكون الأوراق خضراء فاتحة في المناطق الداخلية وفضية بيضاء في المناطق الساحلية يصل طولها إلى 1 – 2 م، والوريقات الفرعية إلى 50 100 سم وهي بالتالي شبيهة بالسعف النخلي البلميطي المسمى سابال.
تكون الأزهار بيضاء مصفرة عرضها 5 مم تنتج عناقيد زهرية وثمرية تصل بطولها 60 سم. ثماره مفردة النواة كبيرة حمراء قاتمة أو مسودة وتعتبر مصدراً غذائياً هاماً للحياة البرية كما عبر التاريخ للإنسان أيضاً.